# Tkanie (hipologia)
Tkanie – jedno z zaburzeń stereotypicznych koni, które objawia się powtarzającym się przestępowaniem i przenoszeniem ciężaru ciała z jednej przedniej nogi na drugą.

## Etiologia
Przyczyny tkania nie są jednoznaczne, podobnie jak przyczyny innych zachowań stereotypicznych u koni, takich jak m.in. łykawość, obgryzanie drewna, chodzenie po boksie, kopanie lub grzebanie nogami w boksie.
- Jako główny powód powstawania zachowania wskazywana jest frustracja, nuda i stres, wynikłe z długiego zamknięcia w stajni. Zazwyczaj konie tkają stojąc przed wejściem do boksu lub stajni, może z powodu widoku, zmieniającego się w trakcie czynności, który wpływa stymulująco. Niektóre konie tkające mogą przejawiać zachowanie także na pastwisku.
- Podobnie, jak w wypadku łykawości, jako przyczyna wskazywane jest podawanie dużych ilości słodkich pasz treściwych, takich jak owies, i małych ilości pasz objętościowych, takich jak siano.
- Badania wskazują, że predyspozycje do przejawiania u koni zachowań stereotypicznych mogą być przekazywane genetycznie. Wyniki badań świadczą, że zaburzenia stereotypiczne u koni rzadko są przekazywane poprzez uczenie się jednego zwierzęcia od drugiego. Najczęściej zachowanie mogą przejmować zwierzęta młode, możliwe że ma to związek z genetycznymi predyspozycjami, ujawniającymi się w odpowiednich warunkach, lub po kontakcie z koniem przejawiającym podobne zaburzenia. Najczęściej jednak, gdy koń tkający przebywa w towarzystwie innych, zauważalne jest u niego zmniejszenie nasilenia zachowania.

## Skutki
U koni tkających mogą pojawiać się schorzenia stawów i ścięgien ze względu na ich częsty, nienaturalny ruch. Szybciej i nieregularnie ścierają się przednie kopyta lub podkowy na nich założone. Wyniki badań wskazują, że konie przejawiające zachowania stereotypiczne mogą mieć zmniejszone względem koni zdrowych umiejętności do uczenia się.

## Leczenie
Dotychczas nie ma sposobu na całkowite wyeliminowanie zachowania. Jego częstotliwość może zmniejszać umieszczanie w boksie zabawek dla koni, podawanie pasz objętościowych w ilości do woli, czy zapewnienie koniowi towarzystwa w boksie – drugiego konia, kuca, kozy lub innego zwierzęcia. W miarę możliwości należy zapewnić koniowi jak najdłuższe przebywanie na pastwisku lub padoku. Niekiedy pomaga przeniesienie konia, np. do boksu bliżej wejścia do stajni, boksu z oknem lub z częściowo otwartymi na zewnątrz ścianami. Wedle badań bardzo skuteczne jest powieszenie w boksie lustra zrobionego z nietłukącego materiału.